# Bactrocera tau
Bactrocera tau är en tvåvingeart som först beskrevs av Walker 1849.  Bactrocera tau ingår i släktet Bactrocera och familjen borrflugor. Inga underarter finns listade.